# Barker Burnell
Barker Burnell (* 30. Januar 1798 in Nantucket, Massachusetts; † 15. Juni 1843 in Washington, D.C.) war ein US-amerikanischer Politiker. Zwischen 1841 und 1843 vertrat er den Bundesstaat Massachusetts im US-Repräsentantenhaus.

## Werdegang
Barker Burnell besuchte die öffentlichen Schulen seiner Heimat. Nach einem anschließenden Jurastudium und seiner Zulassung als Rechtsanwalt begann er in Nantucket für 20 Jahre in diesem Beruf zu arbeiten. Gleichzeitig schlug er eine politische Laufbahn ein. Im Jahr 1820, in dem als Folge des Missouri-Kompromisses der Staat Maine aus den nördlichen Teilen von Massachusetts entstand, war Burnell Delegierter auf einer Versammlung zur Anpassung der Verfassung von Massachusetts an die neuen Verhältnisse. Zwischen 1824 und 1825 saß er im Senat von Massachusetts. In den 1830er Jahren schloss er sich der Whig Party an. Im Dezember 1839 war er Delegierter auf deren Bundesparteitag.
Bei den Kongresswahlen des Jahres 1840 wurde Burnell im elften Wahlbezirk von Massachusetts in das US-Repräsentantenhaus in Washington gewählt, wo er am 4. März 1841 die Nachfolge von John Reed antrat. Nach einer Wiederwahl im zehnten Distrikt konnte er bis zu seinem Tod am 15. Juni 1843 im Kongress verbleiben. Diese Zeit war von den Spannungen zwischen Präsident John Tyler und den Whigs geprägt. Außerdem wurde damals bereits über eine mögliche Annexion der seit 1836 von Mexiko unabhängigen Republik Texas diskutiert. In den letzten Monaten seines Lebens konnte Burnell wegen einer Tuberkuloseerkrankung kaum noch an den Sitzungen des Kongresses teilnehmen. An deren Folgen ist er dann auch verstorben.